# Kvarnholmen, Norrköping
Kvarnholmen är ett område på Motala ströms södra sida i Norrköping. Sedan början av 1900-talet är det ingen riktig holme längre, eftersom strömfåran har fyllts igen, Kvarngatan går på den gamla flodbottnen. Här finns bland annat konserthuset Louis De Geer.
Detta är även platsen där Holmens Bruk startade 1609. Namnet Holmen är taget efter Kvarnholmen.